# Magnenzio
Flavio Magno Magnenzio (in latino Flavius Magnus Magnentius; Samarobriva, 303 – Lugdunum, 10 agosto 353) è stato un generale romano usurpatore del titolo imperiale romano e regnò dal 18 gennaio 350 fino alla propria morte su di un territorio corrispondente a gran parte dell'Europa occidentale.
Militare di origine barbarica, con la sua rivolta Magnenzio spezzò il dominio ininterrotto dei Costantinidi sulla pars Occidentis dell'impero, riuscendo a coagulare le forze sociali ostili al governo di Costante. Inizialmente tentò di arrivare a patti con Costanzo II, fratello di Costante e Augusto in Oriente, ma fu poi costretto a muovergli guerra. Dopo aver nominato Cesare con la responsabilità della difesa del confine renano un suo parente, Decenzio, si mosse nell'Illirico, ma, ripetutamente sconfitto da Costanzo, preferì togliersi la vita.
Attento alle istanze dei territori che ne avevano sostenuto l'usurpazione, Magnenzio spostò sull'aristocrazia di Roma il carico fiscale che gravava sui provinciali, inimicandosela. Fu promotore di una politica religiosa tollerante, nel tentativo di non alienarsi il consenso dei pagani né quello dei cristiani, ma non riuscì a ottenere l'appoggio delle classi dirigenti dell'Italia e dell'Illirico, che rimasero legate alla dinastia costantiniana, e per questo affidò le cariche più importanti alla stretta cerchia di uomini con cui aveva pianificato la sua rivolta.

## Biografia

### Origine, carriera, aspetto e carattere

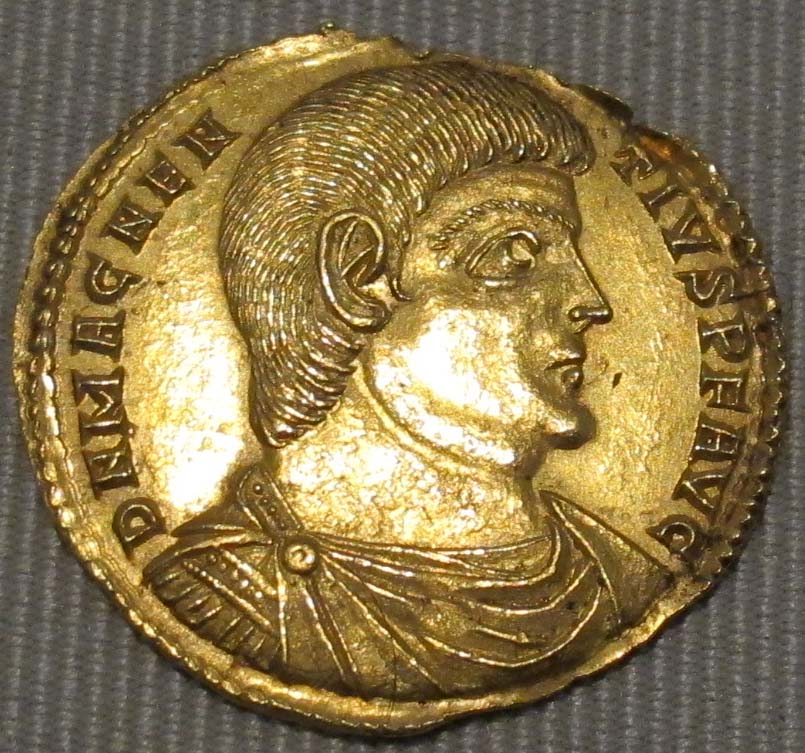
Ritratto di Magnenzio sul dritto di un multiplo d'oro coniato a suo nome dalla zecca di Treviri

Magnenzio era un laetus originario della Gallia nato attorno al 303, che ricevette un'educazione latina, con cui affinò le sue innate capacità oratorie. Intrapresa la carriera militare: fu protector, poi comes rei militaris, e nel 350, al momento della sua usurpazione, comes delle legioni degli Herculiani e degli Ioviani, due unità che fungevano da guardia del corpo dell'imperatore Costante I, distinguendosi per le ottime doti di comando. È probabile che fosse pagano; molti elementi sembrano suffragare tale ipotesi: sua madre è definita μάντις ἀληθής («profetessa affidabile»), egli stesso venerava divinità pagane e revocò l'editto emanato da Costante nel 341 che vietava l'esecuzione dei sacrifici notturni. Tuttavia, come d'altronde si evincerebbe dall'utilizzo di simbologia cristiana nella sua monetazione, non si può escludere che fosse un cristiano che cercò di trovare fra i pagani dei sostenitori per la sua rivolta. Sappiamo che fosse di alta e robusta corporatura, mentre l'aspetto del volto, tramandatoci nelle effigi monetali, è carnoso e con mento rotondo e sporgente, bocca sottile, naso lungo schiacciato all'estremità, capelli folti, sguardo pungente. Quanto al carattere, che ad onor del vero è descritto solo da fonti ostili, l'usurpatore è descritto come codardo e altezzoso allo stesso tempo, feroce e crudele, coraggioso nelle giornate fortunate ma insicuro nelle cattive.

### Ribellione e consolidamento del potere

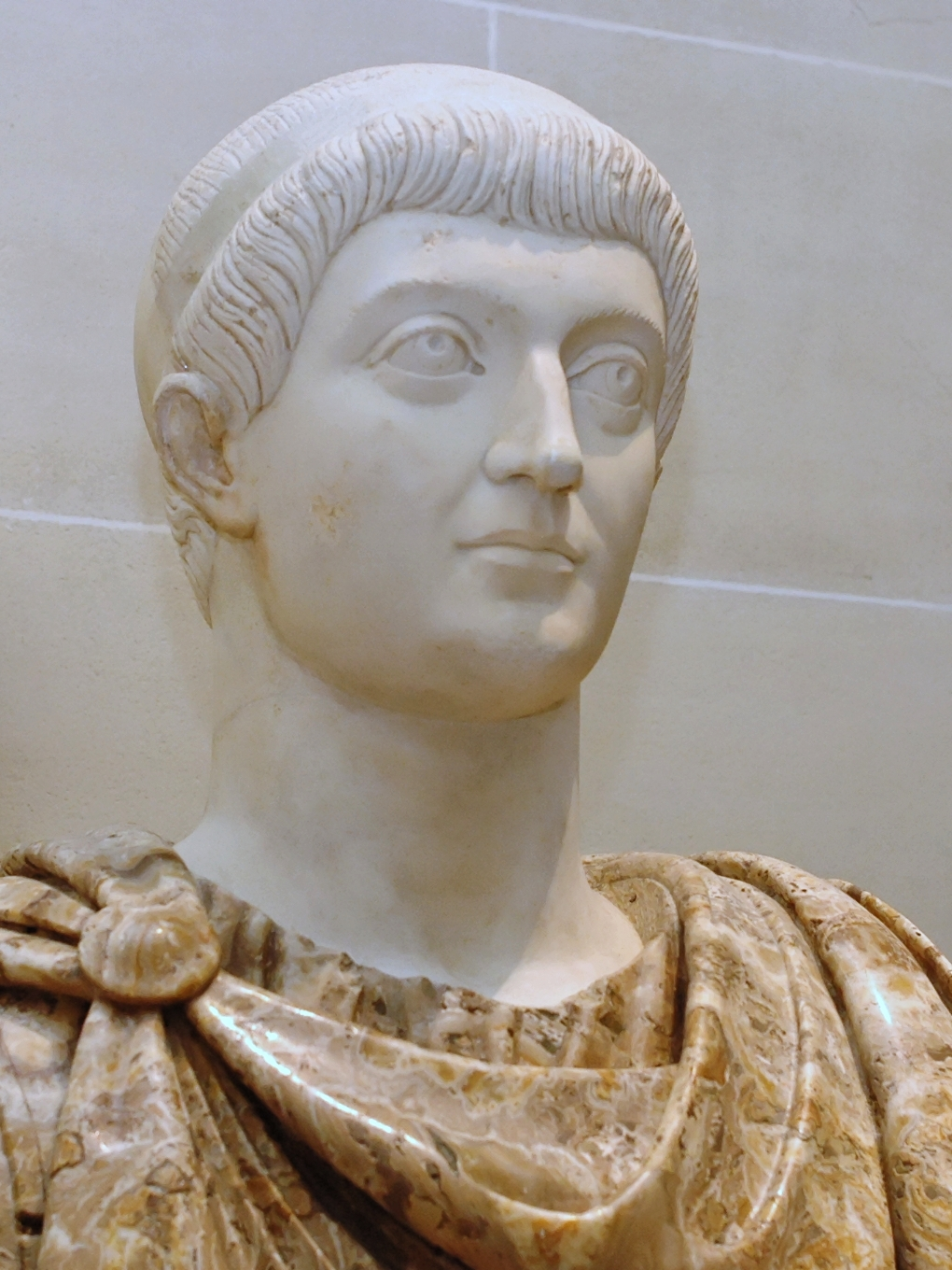
Busto dell'imperatore Costante, conservato al Museo del Louvre

Negli ultimi anni del suo regno, Costante finì per alienarsi il consenso di tutti i gruppi sociali: cercò di ristabilire la disciplina negli eserciti, riuscendo però solo ad attirarsi l'antipatia dei soldati, aggravò il prelievo fiscale tra i provinciali, scelse i governatori tra uomini incapaci di ricoprire tale carica e infine, con la sua ferma adesione al cristianesimo, si fece nemica l'aristocrazia senatoria di Roma. La sua cattiva nomea fu poi gonfiata da alcuni comportamenti nell'ambito della sfera privata ritenuti disdicevoli per l'epoca, come l'abitudine di attorniarsi di attraenti soldati per soddisfare le sue voglie omosessuali, o il dedicare troppo tempo allo svago della caccia, che gli avrebbe fatto progressivamente perdere il controllo sulla corte. Questa fu la situazione storico-politica di cui seppe approfittare Magnenzio, benché la cospirazione contro Costante si configurò inizialmente come una congiura di palazzo. Infatti Zosimo narra che Marcellino, comes rerum privatarum di Costante, presso Augustodunum organizzò una festa in occasione del compleanno dei propri figli, alla quale invitò molti dei funzionari e degli ufficiali superiori presenti in città. Durante la festa, Magnenzio, che vi partecipava, finse di interpretare una rappresentazione teatrale, e si rivestì degli indumenti imperiali, facendosi chiamare Augusto (imperatore) dagli ufficiali presenti. Le truppe presenti, sentendo le acclamazioni dei propri ufficiali, credettero che i comandanti stessero organizzando un colpo di Stato contro Costante, e sostennero l'elevazione di Magnenzio a imperatore (18 gennaio 350). 

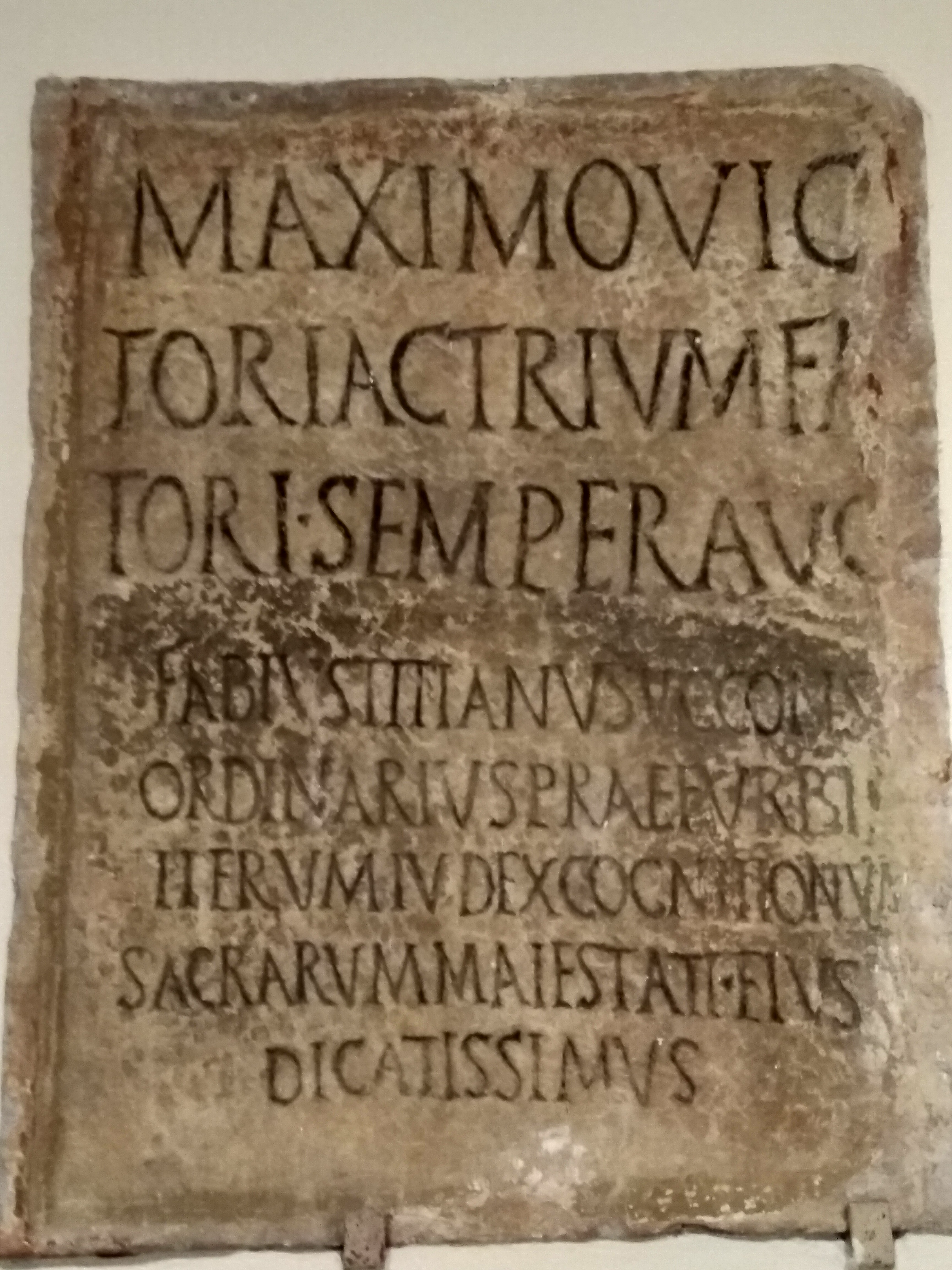
Iscrizione (CIL VI, 1167) alla base di una statua eretta dal praefectus urbi Fabio Tiziano, in onore di Magnenzio

All'usurpatore si unirono l'esercito e gli abitanti di Augustodunum, nonché i cavalieri che Costante aveva fatto giungere in Gallia dall'Illirico come rinforzi. Come prima decisione, Magnenzio ordinò la morte di Costante, benché quest'ultimo, anni addietro, con un suo intervento personale avesse salvato la vita allo stesso Magnenzio a seguito di una ribellione dei soldati posti sotto il suo comando. Costante fuggì allora verso la penisola Iberica, ma fu raggiunto e ucciso vicino ai Pirenei da un gruppetto di cavalieri guidati dal generale Gaisone. Magnenzio, grazie anche al supporto di Fabio Tiziano, prefetto del pretorio delle Gallie e poi futuro praefectus urbi, consolidò il proprio potere nelle province della Britannia, della Gallia e della Spagna, anche in ragione della sua politica favorevole ai pagani, in quanto revocò la legislazione antipagana di Costante, permettendo, come già detto, la celebrazione di sacrifici notturni. Costanzo II, Augusto in Oriente e fratello di Costante, era all'epoca impegnato sulla frontiera persiana a respingere l'offensiva sasanide su Nisibis e non fu in grado di contrastare perentoriamente l'usurpatore. Magnenzio, di fatto, divenne l'unico signore della parte occidentale dell'impero, il primo non appartenente alla dinastia costantiniana dopo oltre mezzo secolo.

### Nepoziano, Vetranione e le trattative con Costanzo II

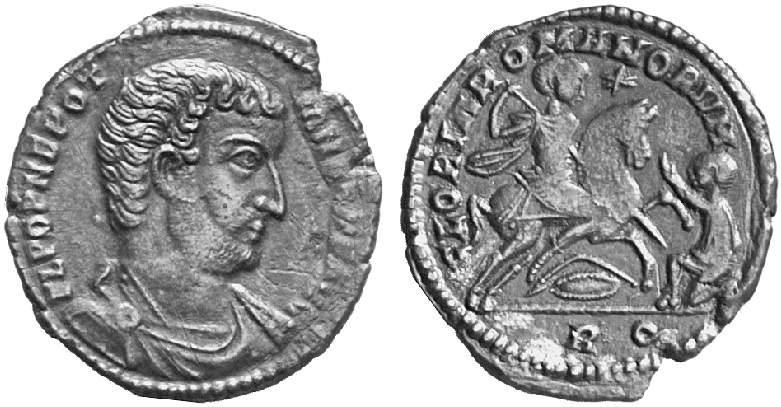
Nepoziano fu sconfitto e deposto dalle truppe di Magnenzio il 1º luglio del 350

Magnenzio tentò di assicurarsi anche il controllo dell'Italia, ma a Roma Nepoziano, un membro della dinastia di Costantino, al comando di uno sparuto gruppo di avventurieri, si presentò sotto le mura della città e senza grandi sforzi la conquistò, sconfiggendo e uccidendo Aniceto, il prefetto del pretorio di Italia, che si era opposto all'aggressore schierando un piccolo contingente di cittadini armati. Tuttavia poco tempo dopo lo stesso Nepoziano fu rovesciato e ucciso (1º luglio 350) da un esercito inviato da Magnenzio agli ordini di Marcellino, promosso per l'occasione magister officiorum.

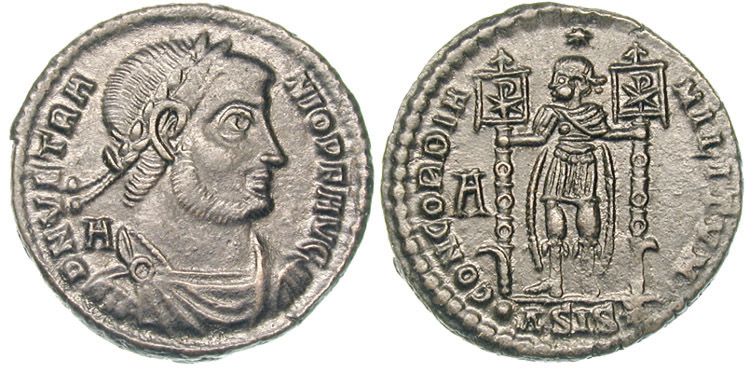
Vetranione si proclamò imperatore nel marzo 350. Oscillò tra Costanzo e Magnenzio, ma fu infine deposto da Costanzo il 25 dicembre di quello stesso anno

L'usurpatore cercò di imporre il suo potere anche sui territori dell'Illirico, che erano stati di Costante, muovendo verso il fiume Danubio, ma intanto il comandante delle truppe della Pannonia, Vetranione, era stato acclamato imperatore dai suoi uomini a Mursa, ottenendo l'appoggio di Costantina. Magnenzio tentò quindi di accordarsi sia con Vetranione sia con Costanzo, ma riuscì a stipulare un patto di formale alleanza solo con il primo, mentre non ottenne alcun risultato col secondo. Costanzo, che aveva ricevuto la notizia della morte del fratello Costante sul finire del 350, dopo aver stipulato la pace con i Sasanidi, marciando verso ovest giunse a Eraclea, dove incontrò un'altra ambasceria congiunta di Magnenzio e Vetranione, che gli proponeva la volontà dei due usurpatori di offrirgli una preminenza della collegialità imperiale in cambio del riconoscimento di entrambi come coreggenti. Costanzo però imprigionò come ribelli tutti gli ambasciatori meno uno, il prefetto del pretorio dell'Illirico Vulcacio Rufino, e rifiutò la proposta di Magnenzio, mentre iniziò delle serie trattative con Vetranione che si conclusero con successo. Si diresse quindi a Serdica (la moderna Sofia, in Bulgaria) dove incontrò Vetranione e il suo esercito (25 dicembre 350). Vetranione giurò fedeltà a Costanzo, rinunciando alla porpora e ritirandosi a vita privata a Prusa, in Bitinia; Magnenzio invece sposò Giustina, una giovane aristocratica imparentata con l'imperatore Costantino I, allo scopo di rafforzare la propria posizione legandosi alla dinastia costantiniana. La guerra tra Magnenzio e Costanzo era ormai inevitabile.

### Guerra contro Costanzo II e l'avanzata in Illirico

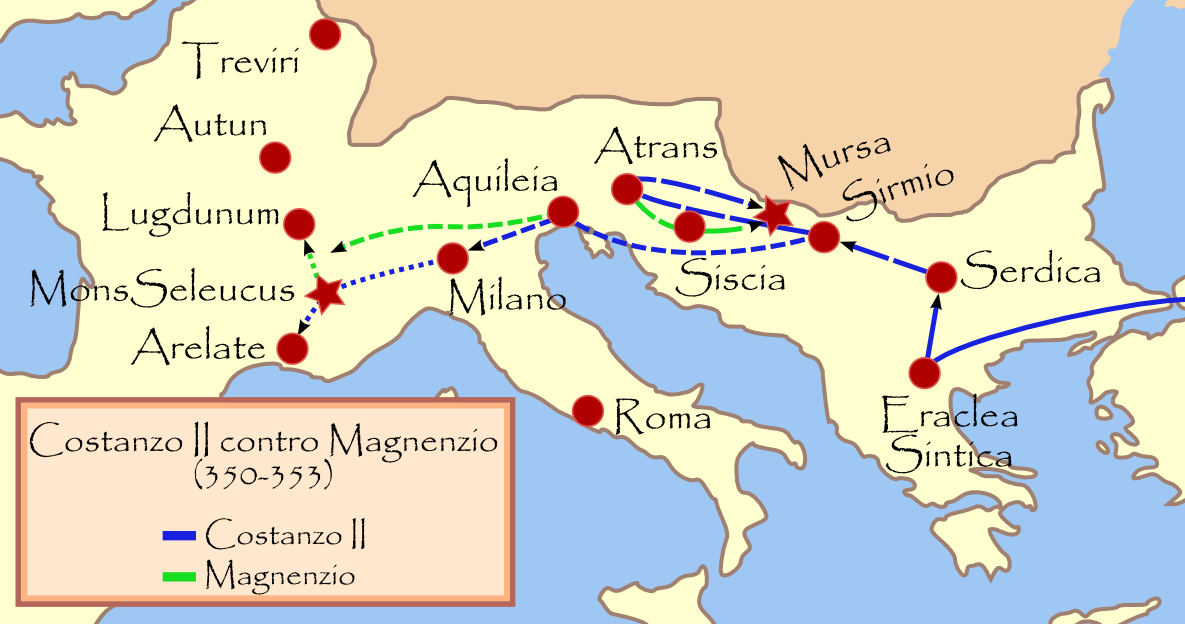
Movimenti della guerra tra Costanzo II e Magnenzio

L'esercito di Magnenzio era formato perlopiù da contingenti gallici rafforzato da folti gruppi germanici, mentre quello di Costanzo era costituito dalle truppe dell'Illirico che erano state agli ordini di Vetranione, ma anche da orientali, in particolare gli arcieri armeni, e aveva il suo cardine nella cavalleria, il cui ruolo si rileverà decisivo per le sorti finali del conflitto. Magnenzio cominciò i preparativi necessari per lo scontro armato cautelandosi con la nomina a Cesare di un suo parente, Decenzio, a cui fu affidata la difesa delle frontiere galliche dagli assalti degli Alamanni, tanto più che essi erano sollecitati dallo stesso Costanzo allo scopo di creargli delle serie difficoltà. Dopodiché mosse verso l'Illirico, essendo riuscito ad arruolare un considerevole numero di soldati, rinfoltito per ultimo da unità di Franchi e Sassoni.

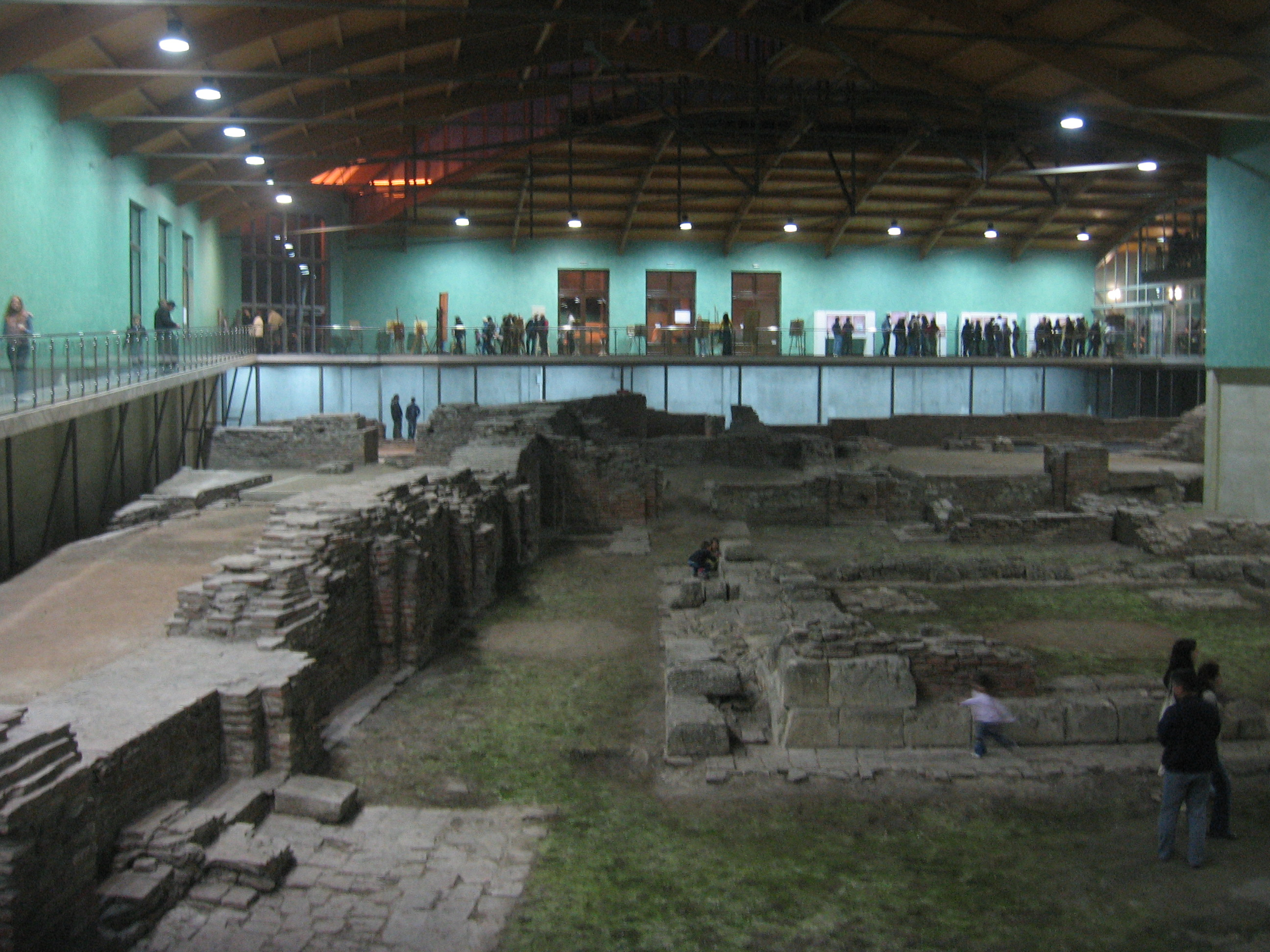
Resti dell'antica Sirmio. Nel corso della sua avanzata verso l'Illirico, Magnenzio pose l'assedio alla città che tuttavia non riuscì a conquistare anche in virtù delle possenti mura che la cingevano.

Costanzo, da parte sua, dopo aver nominato Cesare il cugino Gallo a Sirmio (15 marzo 351), a cui aveva concesso in sposa la sorella Costantina, affidandogli il governo delle province orientali, si era mosso con il suo esercito con l'intenzione di raggiungere l'Italia, ma arrivato ad Atrans (odierna Trojane, in Slovenia) cadde in un'imboscata ordita da Magnenzio, che causò diverse perdite dei suoi effettivi e lo costrinse a ritirarsi a Siscia. Magnenzio invece avanzò in Pannonia, giungendo fino a Petovio. Qui fu raggiunto da un inviato di Costanzo, il prefetto del pretorio d'Oriente Filippo, che gli portò una proposta di Costanzo: a Magnenzio avrebbe concesso il dominio della Gallia se egli avesse lasciato l'Italia e l'Africa. Il vero intento del prefetto di Costanzo era però quello di indagare lo stato delle truppe dell'usurpatore; nella stessa occasione Filippo ebbe la possibilità di arringare i soldati di Magnenzio, cui rinfacciò la loro ingratitudine verso la dinastia costantiniana. Magnenzio quindi accusò Filippo di aver abusato del suo ruolo di ambasciatore, e di tutta risposta, dopo aver respinto la proposta di Costanzo, inviò presso questi, che si era ritirato a Cibalae con il proprio esercito, Fabio Tiziano, il quale, dopo aver inveito contro il figlio di Costantino per il suo malgoverno, gli intimò di abdicare in favore di Magnenzio se volesse salva la vita. Ma al seguito del diniego ricevuto da Costanzo, Magnenzio ruppe gli indugi e avanzò su Siscia, radendola al suolo. Inorgoglito da tale successo, l'usurpatore puntò poi verso Sirmio, confidando anche in questa occasione di poterla conquistare senza troppe difficoltà; tuttavia, giunto sotto le mura della città, Magnenzio fu respinto dagli abitanti e dai soldati rimasti a presidio della stessa e fu costretto a ripiegare a Mursa. Costanzo non prese da subito l'iniziativa, ma quando riuscì a far defezionare il tribunus scholae armaturarum Claudio Silvano, il futuro usurpatore, con tutta la cavalleria da lui guidata, mosse con tutti i suoi effettivi verso Mursa, che Magnenzio stava ancora assediando e nella quale aveva tentato di appiccare il fuoco alle porte. Lì, alla confluenza della Drava con il Danubio, il 28 settembre 351 ci fu lo scontro decisivo.

### La battaglia di Mursa

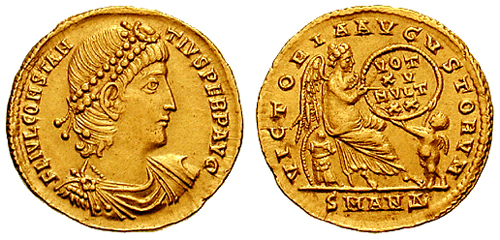
Costanzo II a Mursa poté schierare un esercito negli effettivi grande più del doppio di quello a disposizione di Magnenzio, fattore che determinò la sorte della battaglia a suo favore

In quella che passerà ai posteri come la battaglia di Mursa (28 settembre 351), Magnenzio schierò 36 000 uomini, contro gli 80 000 di Costanzo. La battaglia iniziò nel tardo pomeriggio e si protrasse fino a notte inoltrata. Costanzo, dopo aspri combattimenti, riuscì ad avere la meglio accerchiando con la sua cavalleria l'ala destra dell'esercito nemico. Magnenzio corse il pericolo di essere preso prigioniero e, per salvarsi, fu costretto a fuggire travestito, lasciando a combattere al suo posto Romolo, forse il suo magister equitum, che poi cadde sul campo. Nonostante tale defezione, la battaglia comunque durò ancora a lungo, perché alcuni reparti dell'esercito di Magnenzio, seppur fiaccati dalle gravi perdite, continuarono a combattere con accanimento. Dopo un ultimo e decisivo assalto della cavalleria di Costanzo, che determinò la conquista dell'accampamento di Magnenzio e la morte o la resa dei suoi ufficiali, la battaglia terminò con la vittoria piena del figlio di Costantino, che accordò il perdono a chi si era arreso, eccetto coloro direttamente implicati nell'assassinio di Costante. A Mursa Magnenzio perse circa 24 000 uomini, i due terzi del suo esercito, mentre Costanzo ne perse circa 30 000. La tragicità di questa battaglia fu celebrata nel Constantini imperatoris bellum adversus Magnentium, un'opera perduta della poetessa Faltonia Betizia Proba, moglie di Clodio Celsino Adelfio, praefectus urbi di Roma sotto Magnenzio nel 351. La propaganda che voleva Costanzo combattere con il sostegno divino fu accresciuta dal fatto che l'imperatore lasciò lo scontro per andare a pregare dentro la basilica dei martiri situata fuori dalla città insieme al vescovo di Mursa, Valente, che in seguito annunciò a Costanzo come un angelo gli avesse rivelato la sua immediata vittoria contro Magnenzio. La storiografia favorevole all'imperatore, prendendo come spunto l'affinità onomastica tra Magnenzio e Massenzio, paragonerà la battaglia di Mursa a quella combattuta a Ponte Milvio il 28 ottobre del 312, con l'intento di assimilare l’immagine di Costanzo a quella del padre Costantino.

### La ritirata in Italia

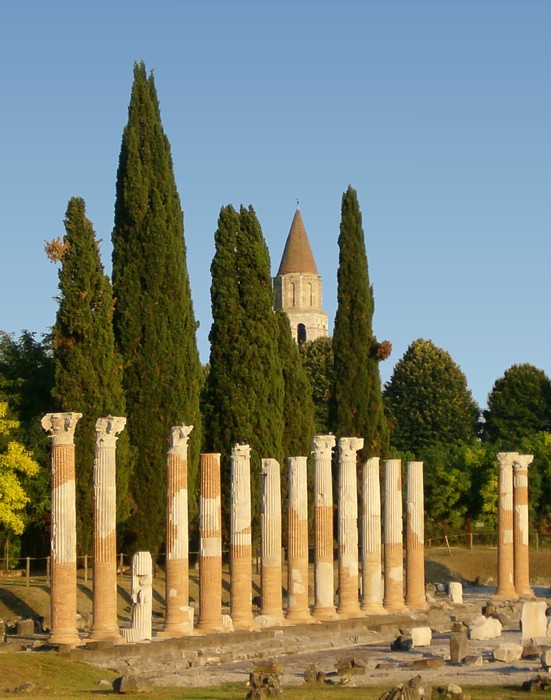
Rovine del foro romano di Aquileia. La città fu scelta da Magnenzio come suo nuovo quartiere generale dopo la sconfitta patita a Mursa.

Costanzo non si preoccupò o forse non seppe trarre vantaggi immediati dalla sua vittoria a Mursa: probabilmente, a prescindere dalle gravi perdite subite, non aveva intenzione di affrontare una campagna invernale e rinunciò a inseguire Magnenzio. Trascorse invece la stagione a Sirmio, ove preferì occuparsi di questioni religiose, presiedendo un sinodo che condannò le dottrine del vescovo locale Photeinos. Magnenzio ebbe quindi il tempo di rifugiarsi ad Aquileia, dove aveva una magnifica corte, e dedicò tutto l'inverno 351-352 a riorganizzare il suo esercito e a fortificare le Alpi Giulie. Allo stesso tempo tentò poi di concludere senza successo una tregua con Costanzo, probabilmente anche a causa delle preoccupanti notizie che ricevette da Decenzio circa la situazione in Gallia, ove, data la scarsità di soldati a sua disposizione, non riusciva a contenere le scorrerie degli Alamanni, tant'è che questi, dopo aver incendiato Castrum Rauracense, lo sconfissero in una battaglia campale tra Treviri e il Reno, insediandosi permanentemente in questa frazione di territorio. La situazione si aggravò quando un gran numero di Italici e soprattutto di senatori si imbarcò per la Dalmazia per raggiungere Costanzo, traendo vantaggio dall'amnistia che questi aveva proclamato. Costanzo, infine, nell'estate del 352 si convinse a superare le Alpi, aggirando le fortificazioni di Magnenzio, e riuscì ad avanzare fino ad Aquileia. L'usurpatore però aveva già abbandonato la città quando fu informato che Costanzo stava per avvicinarsi e, radunati i soldati che trovò lungo la strada procedendo verso ovest, seppur sconfitto nello scontro nei pressi di Pavia riuscì ad aprirsi la strada sbaragliando l'incauta avanguardia nemica che lo inseguiva. Nel frattempo, però, Costanzo, che fin dall'inizio aveva armato una grossa flotta, faceva bloccare dalle sue navi il litorale veneto e, dopo che i suoi emissari erano riusciti a far sollevare quasi tutta l'Italia contro Magnenzio, faceva sbarcare un esercito alle foci del Po, impedendo in tal modo alle truppe dell'usurpatore stanziate a sud di ricongiungersi con lui. E, mentre le città del Nord Italia gli si consegnavano spontaneamente, Costanzo procedeva con la sua strategia navale, riuscendo a sottrarre a Magnenzio il controllo della Sicilia prima e dell'Africa poi, per la quale inviò una flotta a Cartagine, fatta precedere da suoi emissari accorsi dall'Egitto.

### La caduta in Gallia

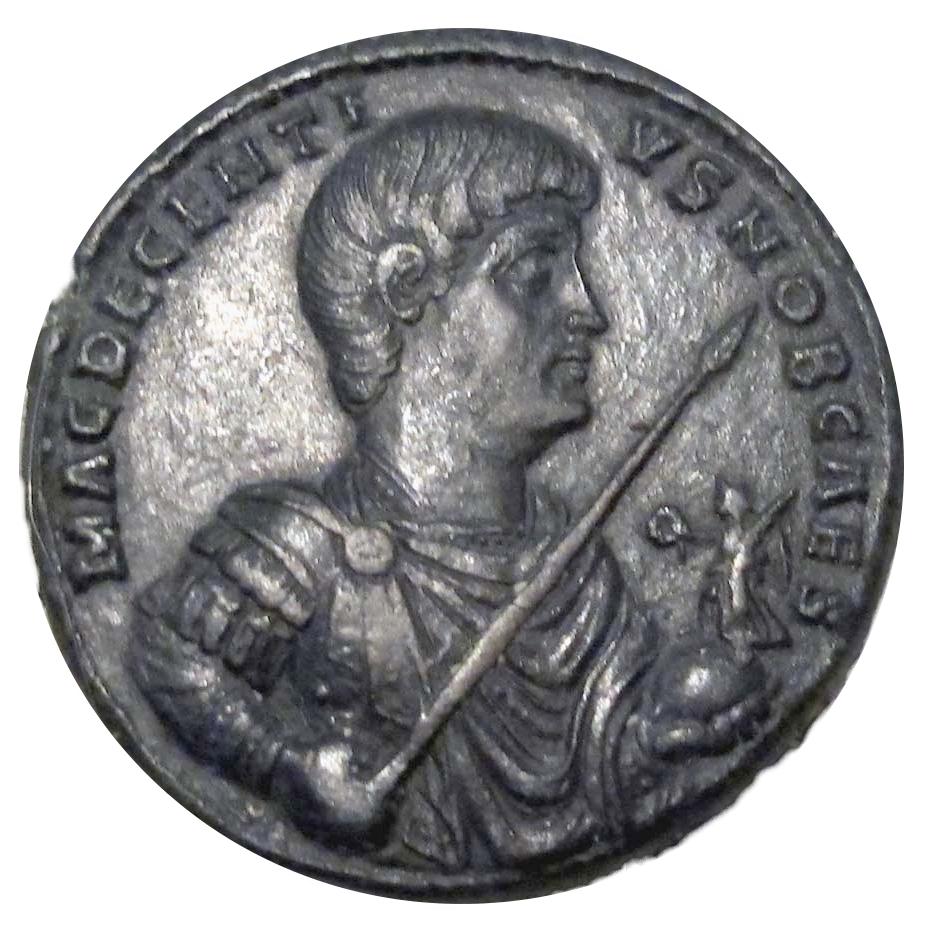
Decenzio non riuscì a inviare rinforzi a Magnenzio nella guerra contro Costanzo poiché impegnato dagli Alamanni lungo la frontiera del Reno

Perso il controllo dell'Italia, Magnenzio decise allora di rifugiarsi in Gallia e tentò di riorganizzare il suo esercito, ma Costanzo nel frattempo aveva fatto sbarcare una flotta a sud dei Pirenei per impedirgli di ricevere rinforzi dalla penisola iberica. Magnenzio tentò quindi di far assassinare Costanzo Gallo, in modo da destabilizzare il governo dell'Oriente e far sì che Costanzo abbandonasse il suo intento di muovere verso le Gallia, ma il complotto fu scoperto e sventato. Costanzo da parte sua continuava ad avanzare velocemente verso ovest e il 3 novembre arrivò a Milano, ove pubblicò un editto che annullava alcune delle misure adottate da Magnenzio e dai suoi governatori, e incontrò una delegazione del Senato di Roma capeggiata da Memmio Vitrasio Orfito, che poi sarà nominato praefectus urbi per due volte tra il 353 e il 359, che si rallegrava della sua vittoria sull'usurpatore. Nell'estate del 353, Magnenzio provò ancora una volta a opporsi a Costanzo, ma fu sconfitto nella battaglia di Mons Seleucus. Si rifugiò quindi a Lugdunum e richiamò Decenzio dalla frontiera sul Reno, dove era ancora impegnato nella guerra contro gli Alamanni. Tuttavia, alla notizia della sconfitta patita a Mons Seleucus, la città di Treviri si ribellò scegliendo come proprio difensore un tal Pemenio, con i soldati che già meditavano di consegnare l'usurpatore a Costanzo per ottenere il perdono da quest'ultimo.

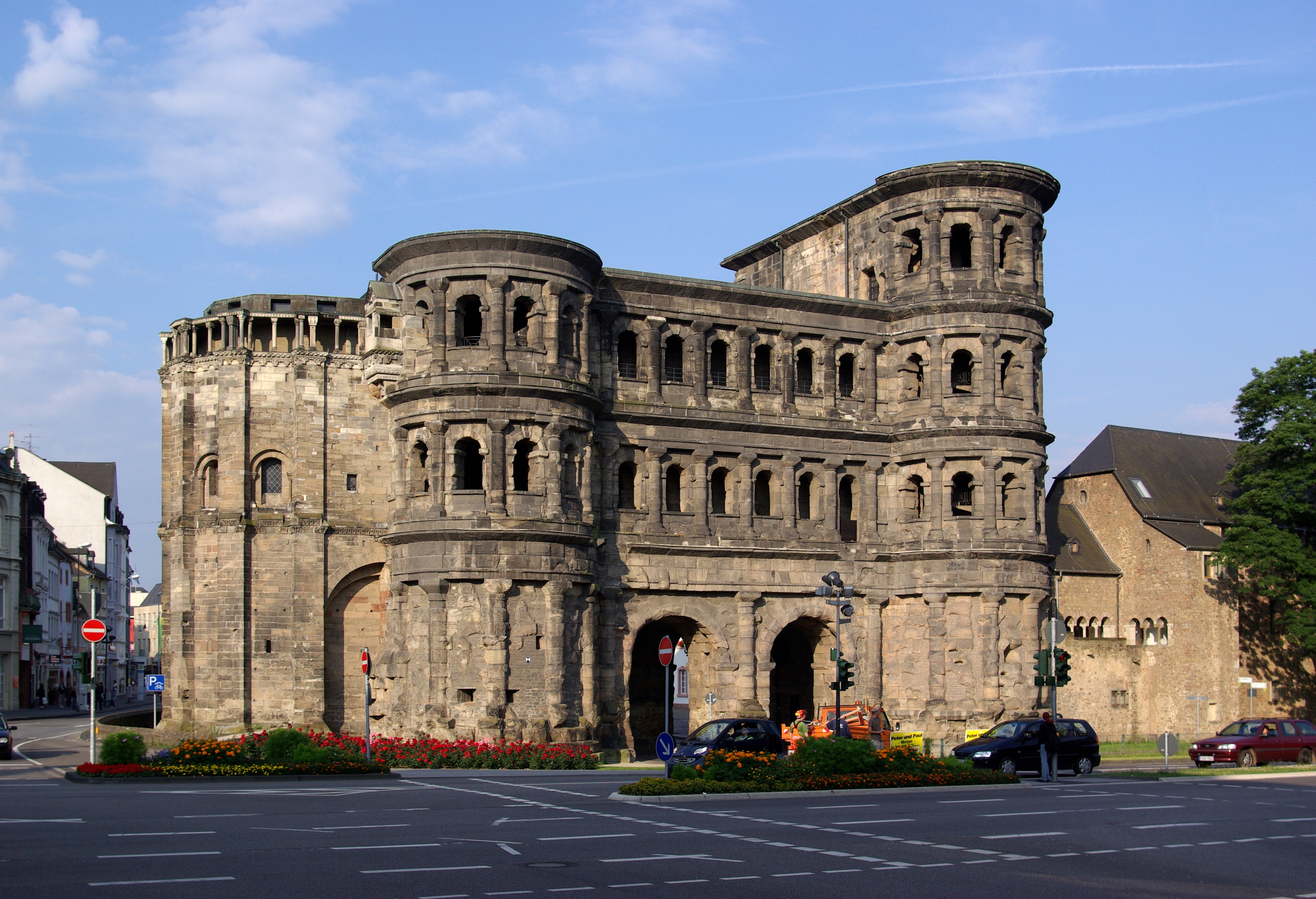
La Porta Nigra a Treviri. La città, che sostenne fin dall'inizio la rivolta di Magnenzio, passò dalla parte di Costanzo II dopo che l'usurpatore fu sconfitto nella battaglia di Mons Seleucus.

Magnenzio si rese quindi conto di non poter più contare sull'appoggio incondizionato della popolazione gallica, che in precedenza aveva sostenuto convintamente i motivi della sua usurpazione. Il 10 agosto 353, Magnenzio uccise la propria madre e tutti i parenti e gli amici più stretti che erano a Lugdunum con lui, e poi si suicidò. La sua testa fece il giro delle città a dimostrare la sua sconfitta. Pochi giorni più tardi, il 18 agosto, Decenzio, venuto a sapere del suicidio di Magnenzio mentre si recava da lui per portargli aiuto, si impiccò ad Agendicum, città ove si era rifugiato. Il 6 settembre Costanzo entrò a Lugdunum e promulgò un'amnistia assai clemente, che però non mise in atto e anzi avviò una persecuzione spietata dei seguaci di Magnenzio. Molti dei soldati che avevano militato dalla parte dell'usurpatore furono integrati nelle truppe di Costanzo e redistribuiti, con fine punitivo, lungo il limes persiano e renano, mentre coloro che si erano rifiutati di passare dalla parte del vincitore si diedero alla macchia, vivendo di brigantaggio in Gallia, finché Giuliano con una sua amnistia li integrò nel proprio esercito. L'impero era di nuovo riunito sotto un solo imperatore, mentre nei confronti di Magnenzio fu dichiarata la damnatio memoriae.

## Gestione del potere

### I rapporti con il Senato di Roma

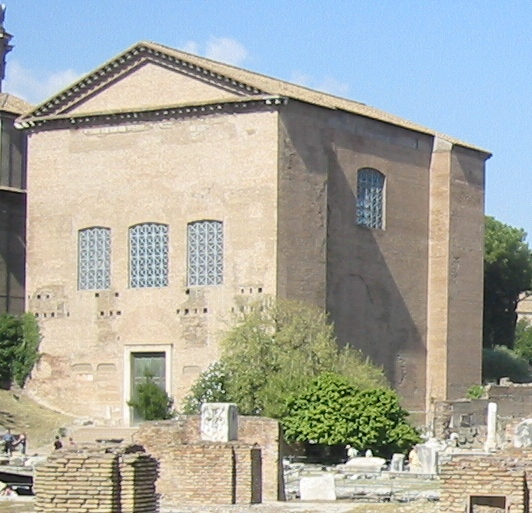
La Curia Iulia, l'antica sede del Senato romano. Furono pochi i senatori che sostennero l'usurpazione di Magnenzio, poiché in gran parte ancora legati alla dinastia costantiniana.

I rapporti tra Magnenzio e l'aristocrazia senatoria di Roma non furono proficui, tant'è che solo una minoranza di senatori aderì alla rivolta dell'usurpatore. Lo conferma il fatto che ben tre dei suoi cinque prefetti urbani ricevettero l'incarico per la seconda volta, fenomeno raro nel IV secolo e segno di una scelta compiuta fra un esiguo numero di aristocratici qualificati. La diffidenza della maggior parte dei senatori nei confronti di Magnenzio, che senza dubbio favorì la precarietà della sua ribellione, si spiega innanzitutto con l'ostilità verso le origini barbariche dell'usurpatore, ma anche come forma di lealtà nei confronti della dinastia costantiniana. È dunque lecito supporre come essi avrebbero accettato di più buon grado che il potere imperiale fosse andato nelle mani di Nepoziano, nipote di Costantino I, il quale benché fosse al tempo solo un ragazzo, oltretutto alla testa di un gruppo sparuto di avventurieri, apparteneva comunque alla casata costantiniana. Per tali ragioni, cui si aggiunsero le esecuzioni, le proscrizioni e le confische nei confronti dei senatori che avevano sostenuto Nepoziano, è spiegabile il perché molti fra loro lasciarono Roma forse immediatamente dopo la deposizione di quest'ultimo nell'estate del 350, per raggiungere Costanzo in Pannonia, e altri abbandonarono in massa la città nell'autunno del 351, sollecitati inoltre dall'amnistia promessa nei loro confronti dallo stesso Costanzo, quando la posizione politica di Magnenzio si era irrimediabilmente indebolita a seguito della sconfitta patita a Mursa. Perfino il prefetto urbano Clodio Celsino Adelfio, in carica dal 7 giugno al 18 dicembre 351, si comportò in maniera ambigua dopo la battaglia di Mursa e per questo fu accusato di tradimento e destituito. L'ostilità dell'aristocrazia romana nei confronti di Magnenzio trova inoltre giustificazione con la tendenza che l'usurpatore ebbe nell'assegnare cariche alla stretta cerchia di uomini che ne sostennero fin da subito la ribellione, come dimostra il consolato assegnato a Gaisone per il 351 e la prefettura urbana ricoperta da Fabio Titiano dal 27 febbraio 350 al 1º marzo 351. Al contempo, i pochi senatori che si schierarono a fianco di Magnenzio dovettero farlo non tanto perché, in larga maggioranza pagani, furono ostili alla politica religiosa di Costante, ma perché da questi erano stati tenuti lontani da incarichi di prestigio che speravano ora di ottenere dall'usurpatore. Infine c'è da registrare come la politica fiscale vessatoria sostenuta per i grandi patrimoni da Magnenzio a Roma, con lo scopo di sostenere le sue pesanti spese militari, che giunse a imporre un'imposta pari alla metà del reddito, finì per deteriorare ogni tipo di residuo rapporto con l'aristocrazia senatoriale.

### I rapporti con l'esercito

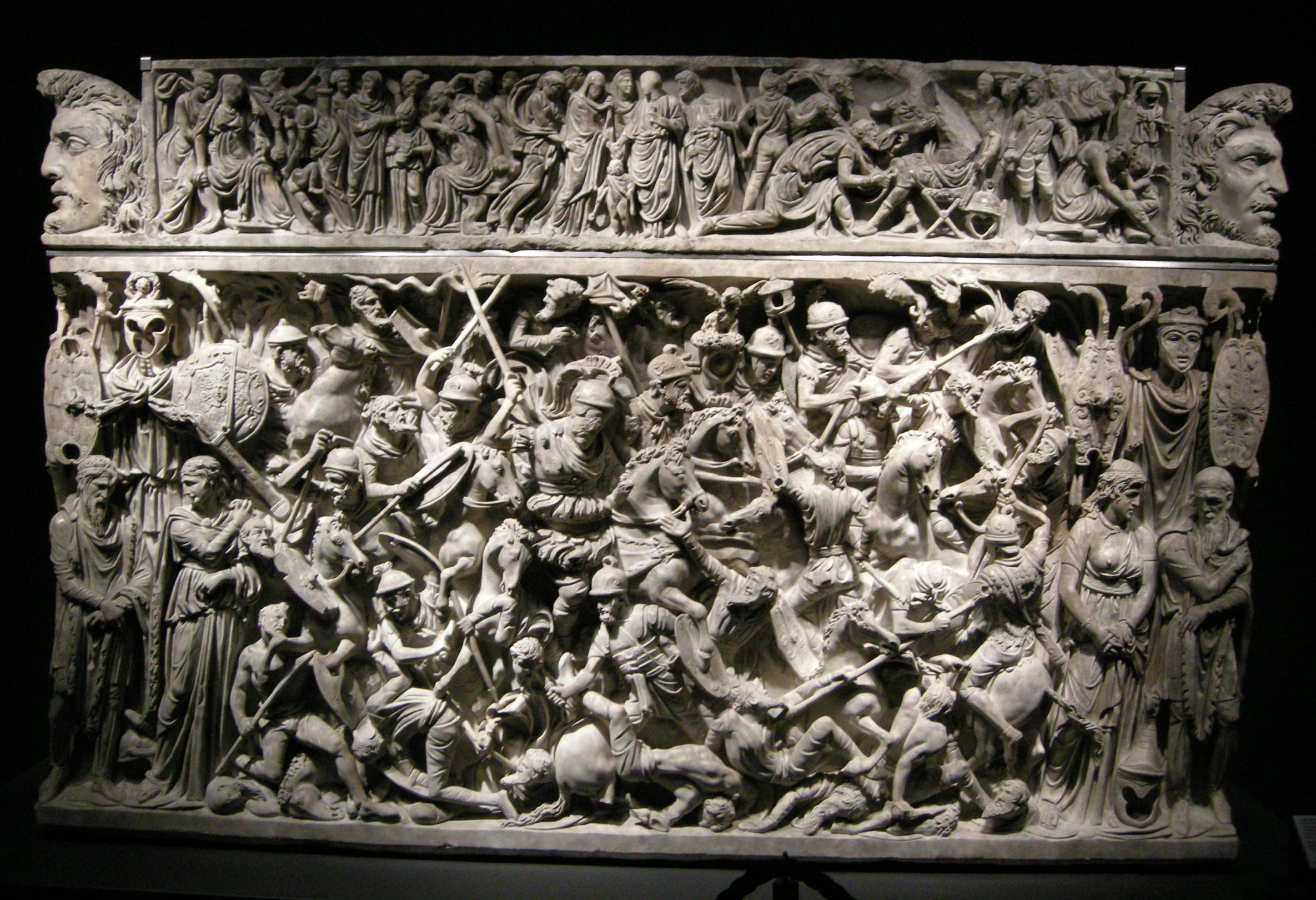
Scena di battaglia tra Romani e barbari rappresentata nel fregio del sarcofago di Portonaccio (fine II sec.). L'esercito stanziato nelle Gallie appoggiò l'usurpazione di Magnenzio e combatté con dedizione in tutte le battaglie condotte contro Costanzo II.

Profondamente indisciplinato e ormai quasi del tutto barbarico, consapevole della sua importanza non solo per la difesa dell'Impero, ma anche quale arbitro delle controversie interne allo stato, pronto ad assecondare qualunque iniziativa che potesse procurargli dei vantaggi economici, l'esercito che Magnenzio si trovò davanti nel momento in cui prese il potere non poteva che essere ostile a chiunque proponesse una politica di risparmio e, soprattutto, una rigida disciplina. Del resto ciò era quello che probabilmente cercò di fare Costante, attirandosi quell'impopolarità tra i soldati che infine lo tradirono.

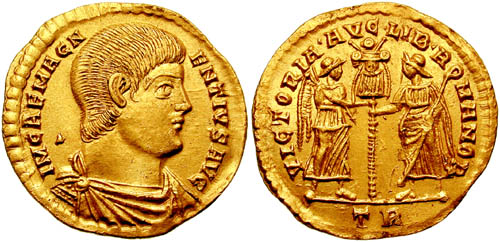
Solido coniato a Treviri in nome di Magnenzio con sul rovescio la legenda VICTORIA AVG LIB ROMANOR e la rappresentazione della Victoria e della Libertas che tengono tra le loro mani un'asta sormontata da un trofeo

Magnenzio, soldato per indole e carriera, cercò quindi di perseguire ogni via che consentisse di stabilire un buon rapporto con loro. Particolare considerazione merita in tale ambito la frequenza dei tipi monetali con al rovescio la rappresentazione delle Vittorie militari e dei Vota, emessi a suo nome e per Decenzio soprattutto dopo il settembre del 351 dalle zecche poste il controllo dell'usurpatore, in quanto confermano come l'usurpazione, sebbene nata come una congiura di palazzo, trovò poi la sua necessaria definizione come rivolta dell'esercito. Tali tipi monetali infatti non rispondevano solo ad una mera esigenza propagandistica, bensì servivano a dichiarare come il potere di Magnenzio trovasse forza e fondamento nell'esercito che lo sosteneva. Tuttavia i rapporti tra Magnenzio e i suoi soldati, che pure furono capaci di gesti di grande coraggio ed abnegazione nei suoi confronti, rimasero sempre difficili e instabili, perché egli, consapevole che i suoi uomini erano sempre pronti a passare a chi gli offrisse di più, impose loro una durissima disciplina e represse con estrema crudeltà ogni forma di vera o presunta sedizione.

### La propaganda contro i Costantinidi
Non vi è dubbio che la rivolta capeggiata da Magnenzio fu la conseguenza del malgoverno imputato a Costante. D'altronde, che l'insofferenza nei confronti delle politiche attuate in Occidente dai successori di Costantino fosse grande, è dimostrato dalla velocità con la quale Magnenzio ebbe il riconoscimento della propria autorità in tutte le Gallie. Per tale ragione, l'usurpatore volle da subito presentarsi come un sovrano che poneva la propria figura in netta discontinuità come quella del suo predecessore.

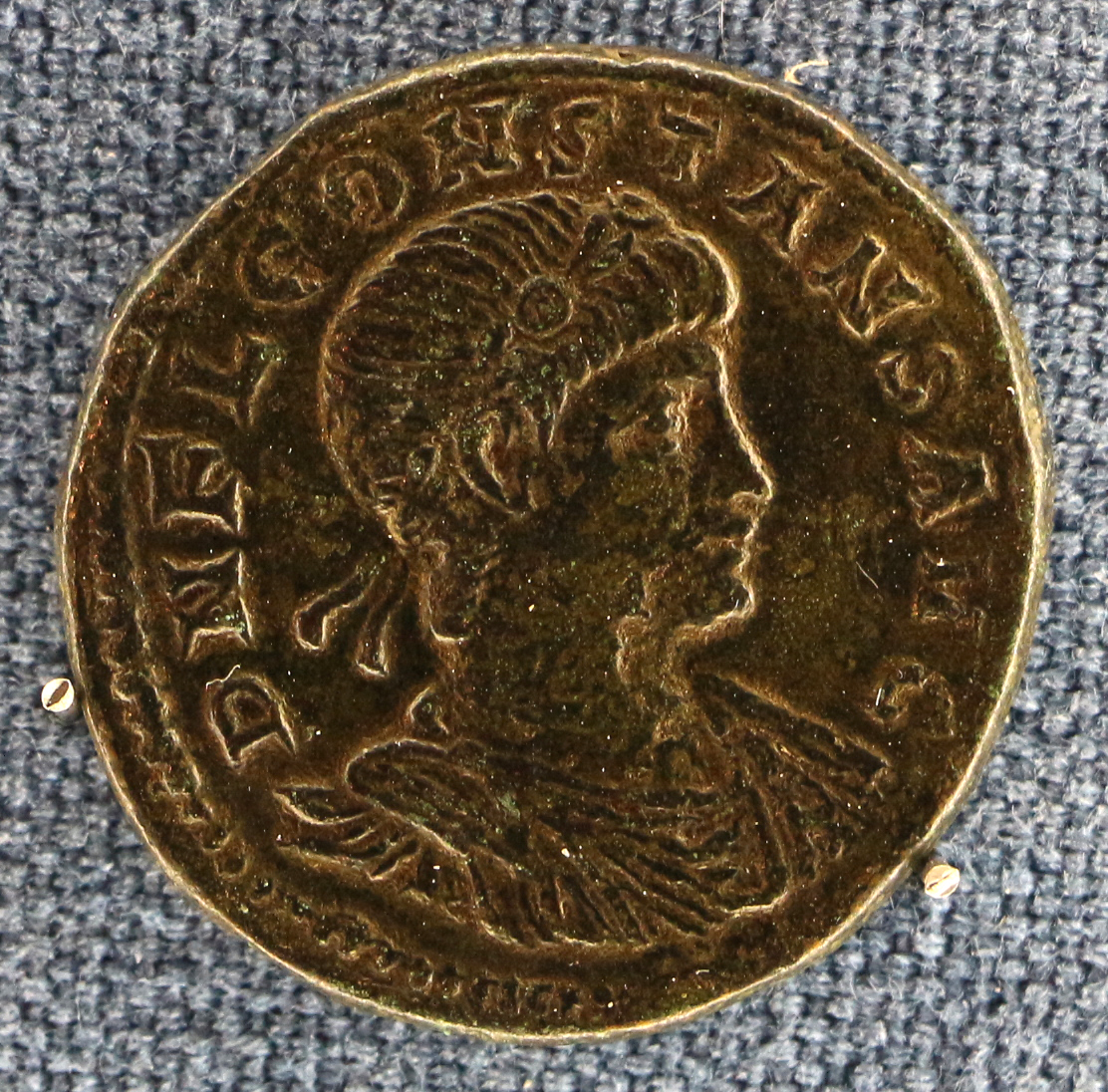
Moneta coniata a Roma in nome di Costante, con sul dritto la legenda. Il titolo Dominus Noster, apposto al nome del sovrano, sotto il governo dei figli di Costantino sostituì gradualmente quello di Imperator Caesar.

Un primo elemento da cogliere in tal senso, è ricavabile dalla titolatura che Magnenzio si assegnò nei primi mesi di regno. Come si evince dalle prime emissioni monetali galliche, egli infatti ripristinò per sé il consueto prenome e gentilizio Imperator Caesar, da mettere in contrapposizione con il titolo di Dominus Noster che, generalizzatosi nel suo utilizzo sotto il governo dei Costantinidi, doveva essere percepito come espressivo della tirannide appena abbattuta. Su questa stessa falsariga va interpretata anche la rinuncia di Magnenzio nel rappresentarsi, sulle effigi monetali, con il diadema, simbolo dell'autocrazia di Costante, alla quale si voleva contrapporre una rinnovata forma di governo che richiamasse l'inizio del principato. Anche nelle fonti, non mancano gli elementi derivati da tale polemica. Un esempio esauriente in tal senso ci è restituito da un passo di Zosimo, che riporta, in forma indiretta, un discorso tenuto da Magnenzio ai soldati nei pressi di Siscia, dopo che essi erano stati imboniti da Flavio Filippo, un ambasciatore inviato da Costanzo al campo nemico, e persuasi a passare dalla parte di quest'ultimo in memoria delle grandi vittorie conseguite con Costantino I contro le popolazioni barbariche renane. Magnenzio, dopo aver messo agli arresti Filippo, arringò anch'egli le sue truppe e gli rammentò come Costante, negli anni di regno, si fosse comportato follemente, come farebbe un ubriaco, e che tutti, non sopportando più i suoi abusi di potere, si fossero fatti carico di difendere l'interesse dello Stato conferendo il regno proprio a lui che non lo voleva. Il motivo ricorrente della propaganda di Magnenzio, come già delineato, verteva quindi sul contornare la sua figura alla stregua del liberatore di un tiranno e a ciò fanno esplicito riferimento alcune delle emissioni monetali licenziate a suo nome, che sul rovescio presentano le legende Victoria Augusti Libertas Romanorum o Liberator rei publicae, ma anche l'abbondante documentazione epigrafica, dalla quale spicca un miliario proveniente da Trino, ove l'usurpatore è definito Liberator orbis Romani, restitutor libertatis et rei publicae, conservator militum et provincialum.

## Giudizi storiografici

### Storiografia antica

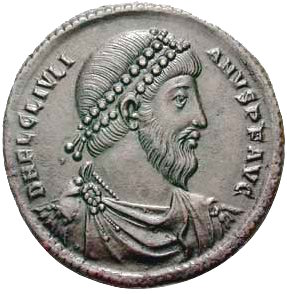
Ritratto dell'imperatore Giuliano sul dritto di una moneta coniata in suo nome ad Antiochia. Nei suoi scritti, Giuliano fu critico della figura di Magnenzio, al quale riconobbe soprattutto demeriti nei suoi anni di governo.

Il giudizio della storiografia antica rispetto alla figura e all'operato di Magnenzio è nel suo complesso negativo, in gran parte influenzato dal destino sfavorevole del personaggio che lo vide soccombente a Costanzo. I resoconti degli autori cristiani, i più critici nei suoi confronti, furono poi inaspriti dalla vulgata che aveva dipinto Magnenzio come un bruto pagano, avvezzo a riti empi. Ad esempio lo storico bizantino del XII sec. Zonara, che ci ha lasciato il resoconto cronologicamente più tardo sull'usurpatore, scrive come egli, prima della battaglia di Mursa, avrebbe consultato una strega e sacrificato una giovane donna, il cui sangue, mescolato al vino, sarebbe stato dato da bere ai suoi soldati; alla stessa stregua Atanasio ricorda come consultasse maghi e fattucchiere, mentre per Filostorgio era dedito a culti demoniaci. Accuse queste che, pur rientrando nel canone retorico della demonizzazione del personaggio avverso, ben rendono l'ostracismo con il quale fu contorniata dalla storiografia cristiana l'immagine dell'usurpatore. Tra gli autori pagani, invece, il giudizio su Magnenzio è più sfumato. Giuliano ne condannava la crudeltà e la ferocia, che gli faceva apprezzare lo spettacolo della tortura; Eutropio gli rinfacciava la codardia, celata dietro un'apparente sfrontatezza; rispetto invece al suo operato, l'accusa più ricorrente è quella di aver oltraggiato in più occasioni il senato di Roma, uccidendone molti degli esponenti influenti e applicando sulle loro ricchezze una tassazioni pari a metà del reddito. Non mancano, tuttavia, anche degli elogi: per Libanio Magnenzio governò preoccupandosi delle leggi, mentre Zosimo ammette come il periodo del suo regno sia stato ritenuto da molti suoi contemporanei utile per lo Stato benché, riprendendo un considerazione di Giuliano, le sue azioni politiche non fossero veramente del tutto valide poiché non nascevano da una giusta predisposizione d'animo.

### Storiografia moderna
La storiografia moderna ha fatto fatica a valutare nel suo complesso la politica di Magnenzio: troppo breve il suo periodo di governo e soprattutto troppo condizionato dalle attività militari perché se ne possano individuare con relativa certezza gli intenti operativi e le finalità ultime. Per questo è possibile delineare con sufficiente attendibilità soltanto alcune linee di comportamento che si riscontrano nella sua attività di governo. Alcuni studiosi ne hanno ad esempio riconosciuto un reale talento politico. Egli infatti ebbe rapidamente il riconoscimento della sua autorità nelle province galliche, benché queste fossero profondamente legate alla dinastia costantiniana, a testimonianza che la rivolta da lui capeggiata, differentemente da come ce l'ha tramandata Zosimo, non si originò casualmente nel corso di una festa celebrata ad Augustodunum, bensì fu meticolosamente organizzata anzitempo, coinvolgendo i più importanti dignitari della Gallia che, infatti, convintamente sostennero l'usurpatore. A Magnenzio sono state attribuite anche buoni doti di negoziatore e l'abilità di individuare di volta il volta quali fossero le forze disgreganti che avrebbe potuto utilizzare per raggiungere i suoi scopi. Fu promotore di una politica religiosa sostanzialmente tollerante quanto opportunista, mirante a prendere le distanze dagli eccessi dogmatici che invece caratterizzarono il regno di Costante attirandogli le antipatie dei pagani. Ma il vero talento riconosciuto a Magnenzio è quello militare, giacché seppe tenere in scacco in diverse battaglie, malgrado l'endemica inferiorità numerica di truppe a sua disposizione, l'esercito di Costanzo, rallentandone la sua avanzata verso ovest.